# كايل رانكين
كايل رانكين (بالإنجليزية: Kyle Rankin)‏ هو مخرج أمريكي، ولد في 1980.

## وصلات خارجية
- كايل رانكين على موقع IMDb (الإنجليزية)
- كايل رانكين على موقع ألو سيني (الفرنسية)
- كايل رانكين على موقع أول موفي (الإنجليزية)
- كايل رانكين على موقع قاعدة بيانات الأفلام السويدية (السويدية)
- كايل رانكين على موقع قاعدة بيانات الفيلم (الإنجليزية)
- كايل رانكين على موقع كينوبويسك (الروسية)